# 暗纹斑皿蛛
暗纹斑皿蛛（学名：Lepthyphantes nebulosus）为皿蛛科斑皿蛛属的动物。分布于欧洲、俄罗斯、以及中国大陆的新疆等地，常栖息于洞穴中石块间。